# Privatmolkerei Naarmann
Die Privatmolkerei Naarmann GmbH ist ein deutsches Molkereiunternehmen. Der Sitz des Unternehmens befindet sich im Neuenkirchen im Kreis Steinfurt. Die Veterinärkontrollnummer des Unternehmens ist NW 506 und NW-EP 509.

## Geschichte
Am 3. September 1903 kaufte Theodor Naarmann das heutige Molkereigrundstück und errichtet dort eine Molkerei. Bereits 1914 lieferte er Milch nach Bochum. 1937 wurde die Molkerei Rheine gepachtet.
Nach dem Tod ihres Vaters 1939 übernahmen die Söhne Theodor Naarmann, Heinrich Naarmann und Bernhard Naarmann die Molkerei. Nach dem Zweiten Weltkrieg wurde mit der Produktion von Milchkonzentrat und Molkenpaste begonnen. 1959 wurde die bis dahin gepachtete Molkerei Rheine gekauft und ein Neubau in der Basilikastraße errichtet. Zwischen 1969 und 1971 schlossen sich die Molkereien in Emsdetten, Wettringen, Nordwalde und Hörstel zusammen. 1972 wurde von Kannenanlieferung auf Milchsammelwagen umgestellt. 1974 wurde mit der H-Milch-Produktion begonnen. 1976 erfolgte die Übernahme der Molkerei Kessler in Ohne und Metelen. 1980 übernahm Naarmann die Frischdienstlager in Werne, Hamm, Lüdinghausen, Unna und Kamen von der Molkerei Heemann.
1988 übernahmen Theodor und Johannes Naarmann die Molkereileitung. 1989 wurde die Milchlieferanten der Molkerei Burgsteinfurt übernommen und mit der Produktion von Kondensmilch, Kakao, Trinkbuttermilch, Trinkmolke und Trinkjoghurt für den holländischen Markt begonnen.
1992 zog sich Naarmann aus dem Verkauf über den Einzelhandel zurück, da die Gewinnmargen zu gering waren. Daher wurde auch die Produktion von Butter und Quark eingestellt. Naarmann konzentrierte sich auf die Produktion von Produkten für Großhändler und Großabnehmer.
2008 trat Claus Naarmann in die Geschäftsführung ein und 2014 Andreas Naarmann.